# Coupe de France de football 1923-1924
Navigation
Coupe de France 1922-1923 Coupe de France 1924-1925
La Coupe de France de football 1923-1924 est la septième édition de la Coupe de France de football.
325 clubs s'engagent dans la compétition, qui est remportée pour la première fois par l'Olympique de Marseille. Autre nouveauté, la finale met aux prises deux clubs provinciaux (tous deux de la Ligue du Sud-Est).

## Premier tour
116 clubs participent aux rencontres du 1er tour joué le 14 octobre 1923 (58 rencontres).
| Équipe 1                                   | Score            | Équipe 2                                      | Réf.  |
| FC Montpellier (1re série Languedoc)       | 2 - 3            | UC Vergèze (1re série Languedoc)              |       |
| SSB La Grand'Combe (1re série Languedoc)   | 5 - 2            | SC Montpellier (1re série Languedoc)          |       |
| Ol. Alaisien (2e série Languedoc)          | 6 - 1            | US Marseillaise                               |       |
| CA Marseillais                             | 1 - 2            | US Sommières (1re série Languedoc)            |       |
| ES Carmaux                                 | 3 - 6            | GC Lunel (DH Sud-Est)                         |       |
| RC Agde (1re série Languedoc)              | 7 - 0            | Revel Sp.                                     |       |
| SC Victor Hugo Marseille                   | 4 - 2            | Ol. Menton-Cap Martin (1re série Côte d'Azur) |       |
| Phocée Club Marseille (1re série Provence) | 4 - 2            | RC Cannes                                     |       |
| IFC Nice (1re série Côte d'Azur)           | 3 - 0            | SC Marseillais                                |       |
| US Cazères (DH Midi)                       | 3 - 2            | CASG Bordeaux                                 |       |
| Stade montois                              | 6 - 2            | Luchon Sp.                                    |       |
| Red Star Limoges                           | 1 - 3            | Cenon Sp.                                     |       |
| UA Cognac                                  | 1 - 3            | La Caudérannaise                              |       |
| Floirac Club                               | 2-1              | SAU Limoges                                   |       |
| SVA Ruelle                                 | 1 - 1 puis 2 - 4 | Bordeaux AC                                   |       |
| SA Bordeaux                                | 5 - 0            | SC Angoulême                                  |       |
| CA Bègles                                  | 4 - 2            | SC Monségur                                   |       |
| AS Centre Tours (DH Centre)                | 4 - 0            | St. Pessac                                    |       |
| SA Arcachon                                | 2 - 0            | FC Girondins de Bordeaux                      |       |
| US Pont-de-Chéruy                          | ? - ?            |                                               |       |
| La Sportive Thionvilloise (DH Lorraine)    | 2 - 3            | FC Nancéien                                   |       |
| SU Lorraine                                | 3-1              | AS Sarreguemines                              |       |
| CA Vitry                                   | 2-1              | Lutétia SC                                    |       |
| CE Sports                                  | 3-1              | CA Rosaire                                    | [ 2 ] |
| Paris Star                                 | 5-1              | AC Boulogne                                   | [ 2 ] |
| SC Choisy-le-Roi                           | 6-2              | CS Athis-Mons                                 | [ 2 ] |
| RC Strasbourg                              | 13-0             | US Toul                                       |       |
| SC Douai                                   | 1-1              | Bully-Grenay                                  |       |
| FC Lyon                                    | 3-1              | FC Bellegarde                                 |       |
| AS Roanne                                  | 3-0              | Eveil de Lyon                                 |       |
| CS Grenoble                                | 6-0              | Amicale Charpennes                            |       |
| Arras Olympique                            | 2-0              | CA Péronne                                    |       |
| SC Abbeville                               | 1-1              | CD Neuilly                                    |       |
| CAD Roubaix                                | 2-1              | Stade Hénin                                   |       |
| Malaunay                                   | 4-0              | CS Canteleu                                   |       |
| CA Saint-Aubin                             | 7-3              | US Stéphanoise                                |       |
| CA Ivry                                    | 2-1              | Lutétia SC                                    | [ 2 ] |

## Deuxième tour
160 clubs disputent le 2e tour programmé le 4 novembre 1923 (80 rencontres)
| Équipe 1                                 | Score                       | Équipe 2                                   |                                              |
| SO Montpellier (DH Sud-Est)              | 5 - 0                       | Phocée Club Marseille (1re série Provence) |                                              |
| RC Agde (1re série Languedoc)            | 2 - 1                       | SSB La Grand'Combe (1re série Languedoc)   | à Agde                                       |
| UC Vergèze (1re série Languedoc)         | 2 - 1                       | SA Provençaux                              |                                              |
| RC Agde (1re série (Languedoc)           | 2 - 1                       | SSB La Grand'Combe (1re série Languedoc)   |                                              |
| Stade raphaëlois (1re série Côte d'Azur) | 4 - 0                       | IFC Nice (1re série Côte d'Azur)           |                                              |
| SC Victor Hugo Marseille                 | 1 - 2                       | SC Draguignan                              |                                              |
| CASG Marseille (DH Sud-Est)              | 2 - 0                       | Ol. Antibes (1re série Côte d'Azur)        |                                              |
| US Sommières (1re série Languedoc)       | 1 - 2                       | AS Cannes (DH Sud-Est)                     | à Sommières, Parc des Sports de la Royalette |
| SC Grenoble                              | ? - ?                       | UAI Lyon                                   |                                              |
| Bordeaux EC                              | 2 - 0                       | Stade montois                              |                                              |
| SA Arcachon                              | 1 - 3                       | Floirac Club                               |                                              |
| Cenon Sp.                                | 3 - 0                       | ASPTT Bordeaux                             |                                              |
| SC Bastidienne Bordeaux                  | 5 - 0                       | Arago Sp. Orléans                          |                                              |
| La Caudérannaise                         | 1 - 3                       | SA Bordeaux                                |                                              |
| Bordeaux AC                              | 1 - 3                       | AS Centre Tours (DH Centre)                |                                              |
| US Beauregard Laval (DH Ouest)           | 3 - 0                       | Section Burdigalienne                      | à Angers                                     |
| CA Bègles                                | 2 - 3                       | US Cazères (DH Midi)                       |                                              |
| RC Strasbourg (DH Alsace)                | 5 - 1                       | FC Nancéien                                |                                              |
| AS Mulhouse (DH Alsace)                  | 1 - 0                       | US Annemasse                               |                                              |
| FC Mulhouse (DH Alsace)                  | 2 - 0                       | St-Dié                                     |                                              |
| US Belfort                               | 9 - 0                       | US Epinal                                  |                                              |
| AS Strasbourg (DH Alsace)                | 6 - 0                       | AS Romarimontaine                          |                                              |
| CA Messin (DH Lorraine)                  | 7 - 1                       | FC Haguenau (DH Alsace)                    |                                              |
| US Moyeuvre-Grande (DH Lorraine)         | 3 - 0                       | SSR Petite-Roselle                         |                                              |
| FC Bichwiller (DH Alsace)                | 3-0 par pénalité            | CS Orne-Amnéville (DH Lorraine)            |                                              |
| CS Mars-Bisheim                          | 7 - 3                       | SU Lorrain                                 |                                              |
| Amiens AC (DH Nord)                      | 4 - 1                       | Paris Star                                 |                                              |
| SC Choisy-le-Roi                         | 3 - 0                       | US Troyes                                  |                                              |
| US Pont-de-Chéruy                        | 1 - 2 (joué le 11 novembre) | Ol. Alaisien (2e série Languedoc)          | à Pont-de-Chéruy                             |

## Troisième tour
Le 3e tour se joue le 25 novembre 1923. 49 matchs sont au programme, mettant aux prises les 80 qualifiés du 2e tour auxquels se rajoutent 18 équipes exemptées des 2 premiers tours de la compétition. 
Les 15 meilleures équipes françaises de l'édition précédente ne feront leur entrée qu'au prochain tour, en trente-deuxième de finales (FC Cette, SC Nîmois, Ol. Marseille, Stade rennais UC, Red Star, AS Française, Ol. Paris, RC France, FEC Levallois, CASG Paris, RC Roubaix, US Tourcoing, Ol. Lillois, FC Rouen, Le Havre AC)
| Équipe 1                                 | Score | Équipe 2                               | Arbitre                       | Stade                      | Affluence |
| Stade raphaëlois (1re série Côte d'Azur) | 3 - 0 | SO Montpellier (DH Sud-Est)            |                               |                            |           |
| ASE Lyonnaise (DH Lyonnais)              | 3 - 3 | UC Vergèze (1re série Languedoc)       | Mr Juillet (de Saint-Etienne) | Stade des Charmilles, Lyon |           |
| Ol. Alaisien (2e série Languedoc)        | 1 - 0 | Scouts Gapençais                       | Mr Barthélémy (de Marseille)  | à Alais                    |           |
| SA Bordelais                             | 3 - 1 | RC Agde (1re série Languedoc)          |                               |                            |           |
| AS Cannes (DH Sud-Est)                   | 7 - 1 | Lyon OU (DH Lyonnais)                  |                               |                            |           |
| US Cazères (DH Sud-Est)                  | 1 - 4 | SC Bastidienne Bordeaux (DH Sud-Ouest) |                               |                            |           |
| SC Draguignan                            | 0 - 4 | GC Lunel (1re série Languedoc)         |                               |                            |           |
| SC Grenoble                              | 2 - 2 | CASG Marseille (DH Sud-Est)            |                               |                            |           |
| FC Mulhouse                              | 2 - 0 | GC Paris                               |                               |                            |           |
| Stade Quimpérois                         | 0 - 1 | US Suisse Paris                        | Jos Guihéry                   | Stade de Kerhuel, Quimper  | 2 000     |
| SC Choisy-le-Roi                         | 2 - 0 | Standard AC                            |                               |                            |           |
| Floirac Club                             | 0 - 0 | VGA Médoc (DH Sud-Ouest)               |                               |                            |           |
| Cenon Sp.                                | 0 - 6 | Stade Bordelais UC (DH Sud-Ouest)      |                               |                            |           |
| Bordeaux EC                              | 2 - 1 | As Centre Tours                        |                               |                            |           |

Les matchs rejoués car aucun vainqueur fut désigné lors du premier match.
| Équipe 1     | Score | Équipe 2                    | Arbitre | Stade                              | Affluence |
| SC Grenoble  | 3 - 2 | CASG Marseille (DH Sud-Est) |         |                                    |           |
| Floirac Club | 1 - 1 | VGA Médoc (DH Sud-Ouest)    |         |                                    |           |
| Floirac Club | 1 - 0 | VGA Médoc (DH Sud-Ouest)    |         |                                    |           |
| UC Vergèze   | 7 - 0 | ASE Lyonnaise               |         | à Vergèze, au Stade Perrier à 14 h |           |

## Trente-deuxièmes de finale
Les 32e de finale se jouent du 16 décembre au 30 décembre 1923. Elles voient l'entrée en lice des 15 équipes exemptées des 3 premiers tours.
| Équipe 1                               | Score        | Équipe 2                                    |                         |                                      |
| Amiens AC (DH Nord)                    | 2 - 1        | SC Choisy-le-Roi                            |                         |                                      |
| RC Roubaix (DH Nord)                   | 2 - 1        | CA Montrouge                                |                         |                                      |
| US Tourcoing (DH Nord)                 | 6 - 0        | CA St-Aubin                                 |                         |                                      |
| RC Rouen                               | 1 - 0        | SC Abbeville (DH Nord)                      |                         |                                      |
| RC Strasbourg (DH Alsace)              | 3 - 0        | CA Vitry                                    |                         |                                      |
| GC Lunel (1re série Languedoc)         | 2 - 3        | AS Valentigney (DH Franche-Comté-Bourgogne) | à Lunel                 |                                      |
| UC Vergèze (1re série Languedoc)       | 2 - 0        | Floirac Club de Bordeaux                    | à Vergèze               | joué le 23/12/1923                   |
| SM Caen (DH Normandie)                 | 2 - 3        | CASG Paris                                  |                         |                                      |
| Club français                          | 2 - 3        | FC Bischwiller (DH Alsace)                  |                         |                                      |
| SC Bastidienne Bordeaux (DH Sud-Ouest) | 3 - 0        | Stade Raphaëlois (1re série Côte d'Azur)    | à Bordeaux              |                                      |
| Stade Nantais UC (DH Ouest)            | 1 - 5        | Stade Bordelais (DH Sud-Ouest)              |                         |                                      |
| RC Calais                              | 3 - 1        | AS Amicale Paris                            |                         |                                      |
| CS Lyonnais                            | 0 - 4        | AS Cannes (DH Sud-Est)                      | à Lyon                  |                                      |
| FC Cette (DH Sud-Est)                  | 6 - 0        | SA Bordelais                                | à Cette                 |                                      |
| FC Dieppe (DH Normandie)               | 4 - 0        | Olympique Saint-Quentin (DH Nord-Est)       |                         |                                      |
| RC Arras                               | 1 - 3        | Le Havre AC (DH Normandie)                  |                         |                                      |
| Stade Havrais                          | 0 - 3        | Olympique lillois (DH Nord)                 |                         |                                      |
| Scouts Gapençais                       | 0 - 9        | Olympique de Marseille (DH Sud-Ouest)       | à Gap                   |                                      |
| CA Messin (DH Lorraine)                | 7 - 1        | US Belfort                                  |                         |                                      |
| FC Mulhouse (DH Alsace)                | 2 - 0        | US Moyeuvre-Grande                          |                         |                                      |
| Bordeaux EC                            | 4 - 5        | SC Nîmes (1re série Languedoc)              |                         |                                      |
| CA Paris                               | 3 - 0        | US Boulogne (DH Nord)                       |                         |                                      |
| SC Grenoble                            | 0 - 4        | Olympique de Paris (DH Paris)               | Parc des Sports à Nîmes | Arbitre Mr Broghammer (de Marseille) |
| CS Jean Bouin Angers (DH Ouest)        | 0 - 4        | RC France (DH Paris)                        |                         |                                      |
| Stade français                         | 9 - 0        | US Beauregard Laval (DH Ouest)              |                         |                                      |
| US Suisse Paris                        | 5 - 0        | CS Reims (DH Nord-Est)                      |                         |                                      |
| US Dunkerque-Malo                      | 1-1 puis 0-3 | AS Française Paris                          |                         |                                      |
| Red Star (DH Paris)                    | 2 - 1        | Excelsior Club de Tourcoing                 |                         |                                      |
| JA St-Ouen                             | 1 - 3        | FC Rouen (DH Normandie)                     |                         |                                      |
| AF La Garenne-Colombes                 | 2 - 3        | SC Red Star Strasbourg (DH Alsace)          |                         |                                      |
| US Servannaise (DH Ouest)              | 4 - 1        | FEC Levallois                               | à Laval                 |                                      |
| US Quevilly                            | 1 - 2        | Stade rennais UC (DH Ouest)                 | au Mans                 |                                      |

## Seizièmes de finale
Les rencontres se jouent le 6 janvier 1924. Les matches à rejouer à une date inconnue.
| Équipe 1               | Score      | Équipe 2               |               |
| RC Strasbourg          | 1 - 2      | SC Nîmes               | à Nîmes       |
| Olympique de Marseille | 4 - 1      | FC Mulhouse            | à Marseille   |
| Olympique de Paris     | 4-0        | UC Vergézoise          | à Paris       |
| CASG Paris             | 1-1 puis ? | CA Messin              | à Paris       |
| Racing CF              | 3-0        | US Tourcoing           | à Paris       |
| RC Rouen               | 1-0        | AS Française           | à Paris       |
| Stade bordelais        | 2-1        | US Suisse              | à Bordeaux    |
| Stade français         | 3-1        | AS Cannes              | à Cannes      |
| Le Havre AC            | 1-0        | RC Calais              | au Havre      |
| Dieppe                 | 1-0        | Olympique Lillois      | à Lille       |
| RC Roubaix             | 1-1 puis ? | FC Beschwiller         | à Metz        |
| US Saint-Servan        | 3-0        | CA Paris               | à St-Servan   |
| FC de Cette            | 2-0        | SC Red Star Strasbourg | à Strasbourg  |
| Red Star               | 4-2        | AS Valentigney         | à Valentigney |
| FC Rouen               | 1-0        | Amiens AC              | à Rouen       |
| Stade rennais UC       | ?          | SC Bastidienne         |               |

## Huitièmes de finale
Les huitièmes de finale se jouent le 27 janvier 1924.
| Équipe 1               | Score | Équipe 2        | Lieu                             | Spectateurs |                    |
| Le Havre AC            | 2 - 0 | SC Nîmes        | Stade Sainte-Germaine (Bordeaux) |             | Arbitre M. Richard |
| FC Rouen               | 3 - 0 | RC Rouen        | (Le Havre)                       |             |                    |
| FC de Cette            | 1 - 0 | Red Star        | Stade de l'Huveaune (Marseille)  |             |                    |
| Olympique de Marseille | 4 - 1 | Dieppe          | Stade de Paris (Saint-Ouen)      | 5 000       |                    |
| Olympique de Paris     | 4 - 1 | CASG Paris      | Parc Jean-Dubrulle (Roubaix)     | 4 000       |                    |
| Stade français         | 4 - 2 | Racing CF       | (Rouen)                          | 4 000       |                    |
| Stade rennais UC       | 2 - 1 | RC Roubaix      | Stade Buffalo (Montrouge)        | 6 000       |                    |
| US Saint-Servan        | 1 - 0 | Stade bordelais | Route de Lorient (Rennes)        | 4 000       |                    |

## Quarts de finale
Les quarts de finale se jouent le 24 février. Le match à rejouer le 9 mars. Pour la première fois, aucun club parisien n'accède en demi-finales.
| Équipe 1               | Score                    | Équipe 2           | Lieu                             | Spectateurs |
| Le Havre AC            | 2 - 1                    | Olympique de Paris | Stade des Bruyères (Rouen)       | 13 000      |
| FC Rouen               | 3 - 1                    | US Saint-Servan    | Stade de Paris (Saint-Ouen)      | 8 000       |
| FC de Cette            | 0 - 0 (3-0 par pénalité) | Stade rennais UC   | Stade Sainte-Germaine (Bordeaux) |             |
| Olympique de Marseille | 2 - 2                    | Stade français     | Métairies (Cette)                |             |
| Olympique de Marseille | 3 - 2                    | Stade français     | Stade des Iris (Villeurbanne)    | 3 000       |

## Demi-finales
Les demi-finales se jouent le 16 mars 1924. Les matches à rejouer les 30 mars et 6 avril.
| Équipe 1               | Score | Équipe 2    | Lieu                             | Spectateurs |
| FC de Cette            | 1 - 1 | Le Havre AC | Stade Pershing (Paris)           | 20 à 25 000 |
| FC de Cette            | 1 - 1 | Le Havre AC | (Toulouse)                       |             |
| FC de Cette            | 2 - 0 | Le Havre AC | Stade Pershing (Paris)           | 20 000      |
| Olympique de Marseille | 3 - 1 | FC Rouen    | Stade Sainte-Germaine (Bordeaux) | 6 000       |

## Finale
| Entraîneur :  |
| André Gascard |

| Entraîneur :  |
| Victor Gibson |

| Entraîneur :  |
| André Gascard |

| Entraîneur :  |
| Victor Gibson |